# Куликовское сельское поселение (Челябинская область)
Куликовское се́льское поселе́ние — муниципальное образование в Нагайбакском районе Челябинской области Российской Федерации.  В рамках административно-территориального устройства муниципальное образование  соответствует административно-территориальной единице Куликовский сельсовет.
Административный центр — посёлок Северный.

## История
Статус и границы сельского поселения установлены Законом Челябинской области от 9 июля 2004 года № 245-ЗО «О статусе и границах Нагайбакского муниципального района, городского и сельских поселений в его составе».

## Население
| 2002  | 2010  | 2011  | 2012  | 2013  | 2014  | 2015  |
| ----- | ----- | ----- | ----- | ----- | ----- | ----- |
| 1958  | ↘1595 | ↘1590 | ↘1548 | ↘1501 | ↘1439 | ↘1429 |
| 2016  | 2017  | 2018  | 2019  | 2020  | 2021  |       |
| ↘1409 | ↘1379 | ↘1373 | ↘1327 | ↘1305 | ↘1295 |       |

## Состав сельского поселения
| № | Населённый пункт | Тип населённого пункта          | Население |
| - | ---------------- | ------------------------------- | --------- |
| 1 | Астафьевский     | посёлок                         | ↘253      |
| 2 | Куликовский      | посёлок                         | ↘309      |
| 3 | Лесные Поляны    | посёлок                         | ↘130      |
| 4 | Набережный       | посёлок                         | ↘91       |
| 5 | Северный         | посёлок, административный центр | ↘812      |